# Algansea
Genre
Algansea est un genre de poissons téléostéens de la famille des Cyprinidae et de l'ordre des Cypriniformes. Le genre Algansea se rencontre au Mexique.

## Liste des espèces
Selon FishBase (20 novembre 2016):
- Algansea amecae Pérez-Rodríguez, Pérez-Ponce de León, Domínguez-Domínguez & Doadrio, 2009
- Algansea aphanea C. D. Barbour & R. R. Miller, 1978
- Algansea avia C. D. Barbour & R. R. Miller, 1978
- Algansea barbata Álvarez & Cortés, 1964
- Algansea lacustris Steindachner, 1895
- Algansea monticola C. D. Barbour & Contreras-Balderas, 1968
- Algansea popoche (D. S. Jordan & Snyder, 1899)
- Algansea tincella (Valenciennes, 1844)